# The forest flora of South Australia
The forest flora of South Australia (abreviado Forest Fl. S. Australia) es un libro con ilustraciones y descripciones botánicas que fue escrito por el silvicultor escocés John Ednie Brown y publicado en 9 partes en los años 1882-1890.